# Contea di Nelson (Dakota del Nord)
La contea di Nelson in inglese Nelson County è una contea dello Stato del Dakota del Nord, negli Stati Uniti. La popolazione al censimento del 2000 era di 3 715 abitanti. Il capoluogo di contea è Lakota.

## Geografia
L'U.S. Census Bureau certifica che l'estensione della contea è di 2.613 km², dei quali 70 km² (1,6%) è coperto d'acqua.

### Strade principali
- U.S. Highway 2
- North Dakota Highway 1
- North Dakota Highway 15
- North Dakota Highway 32
- Nelson County Road 35

### Contee confinanti
- Contea di Walsh (nord)
- Contea di Grand Forks (est)
- Contea di Steele (southest)
- Contea di Griggs (sud)
- Contea di Eddy (sud-ovest)
- Contea di Benson (ovest)
- Contea di Ramsey (nord-ovest)